# Nxt (Kryptowährung)
Nxt ist eine 2013 eingeführte Kryptowährung, die von einer dezentralen Community weiterentwickelt wird und auf dem Proof-of-Stake-Ansatz (PoS) aufbaut. Da Nxt im Gegensatz zu Bitcoin auf einem anderen Sicherheitskonzept und eigenem Programmiercode basiert, wird sie auch als Kryptowährung der zweiten Generation bezeichnet.
Neben der Funktion als Zahlungssystem bietet Nxt dezentrale Marktplatzfunktionen, eine Nachrichtenfunktion und ein dezentrales Alias-System (DNS). Die Nxt-Technik kann für weitere Projekte wie etwa twitterähnliche soziale Netzwerke genutzt werden, die auf dem Nxt-Netzwerk basieren. Im Januar 2018 lag NXT hinsichtlich globalem Marktanteil auf Platz 73.

## Entstehungsgeschichte
Am 28. September 2013 kündigte eine Person unter dem Pseudonym BCNext im Bitcoin-Forum Bitcointalk die Entwicklung von Nxt an und bat um unterstützende Spenden in Bitcoins. Wer spendete, durfte über die zu entwickelnden Eigenschaften der neuen Kryptowährung abstimmen und erhielt Anteile an der Währung. Am 18. November 2013 endete die Phase der Anteilsvergabe, insgesamt wurden 21 BTC gespendet. BCNext zog sich am 14. November 2013 aus der direkten Kommunikation mit der neu entstandenen Gemeinschaft zurück und kommunizierte seitdem vorwiegend mit einem Softwareentwickler der Community im Privaten, tauschte sich über diesen aber auch mit anderen Teilnehmern aus. Am 24. November 2013 wurde der Genesis-Block, der erste Block der Blockchain, veröffentlicht. Eine Milliarde Währungseinheiten wurden bei diesem Vorgang an die einzelnen Spender gemäß ihrer zuvor eingebrachten Anteile verteilt.
Am 3. Januar 2014 wurde der Quellcode von Nxt in Teilen veröffentlicht und in den folgenden Tagen von verschiedenen Entwicklern auf Fehler und versteckte Eigenschaften untersucht. Am 1. März 2014 wurde der komplette Quellcode als Open-Source-Software unter der MIT-Lizenz veröffentlicht. Die Gemeinschaft entwickelt seitdem weitere Features von Nxt, die nach und nach in den Code integriert werden. 2015 wurde mit der Version 1.5 die Lizenz der Software in die GNU General Public License geändert.

## Konzept

### Proof-of-Stake
Damit die Teilnehmer am Nxt-System einzelnen Transaktionen vertrauen können, müssen diese jeweils von mehreren Nutzern bestätigt und in die Blockchain geschrieben werden. Für die Aufrechterhaltung dieses Systems müssen Anreize geschaffen werden. Beim Bitcoin nennt man den Vorgang, bei dem neue Bitcoins erschaffen werden, Mining. Pro Block wird eine festgelegte Anzahl Münzen bei diesem Proof-of-Work-Prinzip (PoW; Arbeitsnachweis) demjenigen übergeben, der eine vorgegebene Rechenaufgabe am schnellsten löst und damit den Block „findet“. Die Wahrscheinlichkeit dafür steigt mit höherer Rechenleistung.
Im Gegensatz zu diesem des Bitcoins und seinen alternativen Derivaten wird bei Nxt das Proof-of-Stake-Prinzip (PoS; Anteilsnachweis) angewandt, welches erstmals 2012 bei Peercoin (PPC) eingesetzt wurde. Hier steigt die Wahrscheinlichkeit, einen Block zu finden, mit der Menge der gehaltenen Münzen statt mit der Rechenleistung. Dadurch entfallen die energieintensiven Rechenoperationen, Nxt benötigt daher für die Aufrechterhaltung des Transaktionssystems deutlich weniger Energie als das Bitcoin-System. Der sogenannte 51-%-Angriff mit einer großen Menge Rechenleistung ist bei PoS nicht möglich. Dennoch sind bei einer sehr hohen Menge gehaltener Münzen vergleichbare Angriffsszenarien möglich.

### Forging
Bei Nxt sind – anders als bei Bitcoin und Peercoin – alle Münzen schon von Anfang an vorhanden, es können keine neuen Münzen durch Mining entstehen. Der Anreiz, durch das Aufsetzen eines eigenen Knotenpunktes am System teilzunehmen und das Netzwerk zu stärken, ergibt sich aus der Aussicht, Transaktionsgebühren zu verdienen. Dies geschieht durch das sogenannte Forging: Beim Überweisen von Nxt werden geringe Transaktionsgebühren erhoben. Beim Forging („Schmieden“) werden die Transaktionsgebühren der letzten Überweisungen demjenigen zugesprochen, welcher den letzten Block mittels des Proof-of-Stake-Prinzips „gefunden“ hat.
Kritiker wenden ein, dass dadurch nur der zu Geld komme, der entsprechend in Vorleistung trete und große Mengen an Nxt horte. Befürworter entgegnen, wer mit Bitcoin-Mining Geld verdienen möchte, müsse ebenfalls in Vorleistung treten und teure Mining-Hardware kaufen, die zudem große Mengen an Energie verbrauche.
Durch das in der Entwicklung befindliche transparent forging wird sichergestellt, dass nur diejenigen Besitzer auch an den Transaktionsgebühren verdienen, die durch die aktive Verifikation der einzelnen Transaktionen an der Stabilität des Systems mitwirken. Gleichzeitig wird dabei auch dafür gesorgt, dass die Forging-Möglichkeit eines Forgers auf Null gesetzt wird, wenn er einen Block erstellen sollte, dies aber nicht tut. Durch diese Neuentwicklung kann sogar bei einer Attacke von 90 % aller NXTCoins das Netzwerk aufrechterhalten werden.
Der PoS-Algorithmus von Nxt kann auf einem Smartphone oder einem Einplatinencomputer wie dem Raspberry Pi zum Laufen gebracht werden und im Hintergrund auf vielen Plattformen laufen, ohne den normalen Betrieb des Rechners zu behindern.

### Brain-Wallet
Der Standard-Client nutzt ein sogenanntes Brain-Wallet. Dies bedeutet, dass die Eingabe eines Passworts zum Zugriff auf die Geldbörse genügt. Da keine weitere Hürde (etwa die Kenntnis eines Benutzernamens) besteht, muss dabei ein sehr sicheres Passwort verwendet werden. Wenn in den Nxt-Clients ein Passwort eingegeben wird, das weniger als 35 Zeichen hat, erscheint eine Warnung.
Empfohlen wird eine zufällige Zeichenkombination von 50 bis 60 Zeichen; damit sinkt das Risiko, Opfer einer Brute-Force-Attacke zu werden. Open-Source-Software wie KeePass erzeugt starke Passwörter und erlaubt gleichzeitig die verschlüsselte Speicherung auf dem lokalen Rechner.

## Eigenschaften

### Vorteile gegenüber Bitcoin und anderen Kryptowährungen
- Geringerer Speicherbedarf der Blockchain
- Geringerer Energieverbrauch des Netzwerkes
- Nxt benötigt nur zehn Prozent der Bandbreite von BTC
- Es ist nicht möglich, die Blockchain durch einen 51-%-Angriff (die Bereitstellung der Mehrheit der Rechenleistung) zu manipulieren

### Nachteile
- Das Proof-of-Stake-System bietet möglicherweise neue Angriffsmöglichkeiten wie den Nothing-at-Stake-Angriff,[11] der jedoch bisher nie ausgeführt wurde.

### Erweiterte Funktionen
Nxt ist nicht nur ein Zahlungssystem, sondern ein komplettes Ökosystem für neuartige Geschäftsfelder. Diese können auf die bestehende Struktur zurückgreifen und eigene Dienste auf das bestehende System bauen. Nxt bietet zum Beispiel auch ein Alias-System an, mit dem man ein dezentrales DNS-System aufbauen kann. Ebenfalls werden dezentrale Marktplätze für sogenannte Assets, handelbare Anteile von Projekten oder Unternehmen, und digitale Güter bereitgestellt.

## Kritik
Dem Nxt-System wurde von Kritikern vorgeworfen, die bereits bei der Veröffentlichung erfolgte Vergabe aller Währungseinheiten (Premining) an Investoren sei ungerecht und führe zu einer Konzentration der Nxt-Coins auf wenige Personen. Nach der Ankündigung des Nxt-Projekts durch seinen Erfinder BCnext stand es allen Interessierten offen, sich Anteile an diesem neuen System durch Bitcoins zu kaufen. Insgesamt nutzten 73 Menschen dieses Angebot.

## Weiterentwicklungen
Die Kryptowährung NEM war als Verbesserung von Nxt gedacht.
Weitere Unternehmen können als "Blockchain-Dienstleister" auf der NXT Technologie ihre eigene Blockchain (Child Chains) aufsetzen.